# Месаме-даси
«Месаме-даси» (груз. მესამე დასი; рус. «Третья группа») — первая социал-демократическая организация в Закавказье. Была основана в 1892 году. Первоначально её члены придерживались идей социал-реформизма, выступая за мирное решение социального вопроса путём проведения реформ, но в начале 1900-х годов стали поддерживать идеи усиления классовой борьбы и необходимости революции. Сблизившись с русскими социал-демократами, фактически слились с ними, став частью общероссийской партии.

## История
Летом 1892 года в селении Квирилы (Шоропанский уезд Кутаисской губернии) состоялось собрание, на котором присутствовали марганцепромышленник Иосиф Какабадзе, агроном Евгений Вацадзе, начинающий беллетрист Эгнатэ Ниношвили (Ингороква), сын священника Дмитрий Каландарашвили, бывший воспитанник Тифлисской духовной семинарии Сильвестр Джибладзе и бывший студент Харьковского ветеринарного института Карло Чхеидзе. Собравшиеся основали литературно-политическую группу, названную писателем и общественным деятелем Георгием Церетели «Месаме-даси» («Третья группа») по аналогии с «Пирвели-Даси» («Первая группа» общественного деятеля и писателя Ильи Чавчавадзе, поэта и писателя Акакия Церетели и др.) и «Меоре-Даси» («Вторая группа» Нико Николадзе). Все три группы причисляли себя к последователям основоположника социал-демократии Карла Маркса. В то же время группа Чавчавадзе, одобрявшая террор и рассматривавшая грузинских помещиков как авангард революции, тесно примыкала к «Народной Воле» и являлась скорее революционно-демократической, а группа Николадзе стояла на позициях легального марксизма. Поэтому в истории принято именно «Месаме-даси» считать первой в Закавказье социал-демократической организацией.
25 декабря 1892 года в Зестафони на квартире Какабадзе прошло второе совещание, в котором кроме основателей участвовали ещё 14 человек, в том числе Миха Цхакая, учитель Исидор Рамишвили, Исидор Квицаридзе, Арсен Цитлидзе, Тедо Сохокия и другие. С этой группой были связаны также учившиеся тогда в Варшаве члены «Лиги свободы Грузии» Ной Жордания и Филипп Махарадзе. Согласно воспоминаниям М. Г. Цхакая, в Тбилиси весной 1893 году было создано бюро группы, в которое были включены три человека, сам Цхакая, а также народники Степан Дондуров (армянин) и Николай Флёров (русский, отец будущего академика Г. Н. Флёрова) — в том числе чтобы подчеркнуть интернационализм группы. В том же году организация приняла устав и объявила себя группой социалистов-марксистов со следующими целями: пропаганда марксизма, организация кружков, установление связи с марксистскими группами и кружками Закавказья и всей Российской империи. Члены группы занимались изучением трудов К. Маркса, Ф. Энгельса и Г. В. Плеханова, вели пропаганду среди учащихся. Их статьи публиковались в еженедельной газете «Квали» (рус. «Борозда») (главным редактором которой вскоре стал сын Г. Е. Церетели — Ираклий) и журнале «Моамбэ» (рус. «Вестник»). В соответствии с уставом группы её члены также организовывали рабочие кружки, распространяя революционный марксизм не только среди интеллигенции, но и в рабочей среде.
На первых порах «Месаме-даси» испытывало серьёзные трудности. Так, с группой были тесно связаны два ученических кружка самообразования в Тифлисе: в Учительском институте, возглавляемый Андро Лежавой, и в Тифлисской духовной семинарии, лидером которого был Миха Цхакая. Месамидасисты намеревались придать им политическую направленность. Но уже в том же 1893 году оба кружка прекратили своё существование в связи с отъездом из Тифлиса Лежавы, окончившего своё обучение, и Цхакая, исключённого из семинарии после декабрьской забастовки того же года. Но самой главной проблемой стал фактический распад бюро «Месами-даси», причинами которого стали переезд Николая Флёрова в Харьков и отказ Дандурова от политической деятельности. Провалилась и попытка организовать доставку на Кавказ нелегальной литературы. Заниматься этим должны были учившиеся в Варшаве Ной Жордания и Филипп Махарадзе с помощью польских социалистов (И. Миль и др.). Но первая же попытка провалилась, Махарадзе был арестован, а Жордания выехал за границу, спасаясь от преследования властей. Вскоре за границу по коммерческим делам уехал Иосиф Какабадзе, Ниношвили скончался в мае 1894 года (на его похоронах состоялось первое публичное выступление месамидасистов), Чхеидзе переселился в Батуми, а Каландарашвили вернулся в свою деревню. В результате «Месаме-даси», лишившись своего ядра, оформившегося в Зестафони, оказалось на грани распада.
Восстановление группы и активизация её работы произошло летом 1895 года. 17 июня Георгий Церетели, двумя годами ранее основавший еженедельную газету «Квали» (рус. «Борозда»), направил Жордании письмо, в котором писал: «Моя обязанность поработать для укрепления нового сборища, — поэтому я хочу всех, кто борется на экономической и политической почве, соединить в одну группу». По мнению Церетели, экономическая борьба месамидасистов одновременно являлась «борьбой за свободу нации». С тех пор газета «Квали» становится фактически печатным органом «Месаме-даси» и организационным центром социал-демократов Грузии.
Согласно Краткому курсу истории ВКП(б), М. Г. Цхакая, Ф. И. Махарадзе и др. якобы с самого начала составили революционную часть группы, отстаивая идеи пролетарского интернационализма и руководящей роли рабочего класса в революции, боролись с буржуазным либерализмом и национализмом, хотя эта точка зрения никак не подтверждена (впрочем, ничем не подтверждено и отрицание этой точки зрения). Деятельность «Месаме-даси» велась главным образом в Тифлисе, хотя её влияние распространялось и на другие местности Грузии и Закавказья. Группа установила связи с рядом социал-демократических организаций России (Ф. А. Афанасьева, И. И. Лузина, Г. Я. Франчески, Н. П. Козеренко, В. К. Родзевича-Белевича и др.), оставаясь организационно самостоятельной. В 1895—1898 годах в группу вступили революционные социал-демократы Владимир Кецховели, Иосиф Джугашвили, Александр Цулукидзе и др.
Постепенно члены «Месаме Даси» сближались с русскими социал-демократами, что, в частности, проявилось в отходе от идей постепенной социализации общественного строя путём проведения реформ к необходимости усиления классовой борьбы и революционному пути изменения общества. 1 марта 1898 года в Минске делегаты от «Союза борьбы за освобождение рабочего класса», еврейской социалистической партии Бунд и киевской «Рабочей газеты» образовали Российскую социал-демократическую рабочую партию (РСДРП), которая должна была объединить многочисленные социал-демократические группы Российской империи в единую партию. В новую партию вступила и «Месаме-даси», сохранив при этом своё название и организационную самостоятельность.
Несмотря на сближение с российскими социал-демократами, большинство членов «Третьей группы» выступали за сохранение самостоятельности своей организацию. В то же время в рамках «Месаме-даси» в 1901 году формируется группа радикальных марксистов «Даси», в которую вошли Джугашвили, Кецховели, Цулукидзе и др. Они были сторонниками более тесного сотрудничества с РСДРП вплоть до слияния с ней. Их позиция отвечала взглядам лидеров российской социал-демократии Владимира Ленина и Георгия Плеханова, предложившие объединить социал-демократов Закавказья в рамках Кавказского Союза РСДРП. В марте 1903 года в Тбилиси состоялся I съезд социал-демократических организаций Закавказья, в котором участвовали 15 делегатов от Тифлисского, Бакинского и Батумского комитетов, кутаисской, чиатурской, озургетской, горийской и михайловской (Хатури) групп, а также редакций газет «Брдзола» (рус. «Борьба») и «Пролетариат». На нём было принято решение о создании Кавказского Союза РСДРП. «Месаме-даси», выступавшая против этого союза, не смогла воспрепятствовать его созданию и, подчинившись партийной дисциплине, прекратила своё существование как отдельная организация. Юридически это было оформлено на II съезд РСДРП, состоявшемся в том же 1903 году. Потеряв организационную самостоятельность, «Месаме-даси» сохранилась как литературная группа и как название грузинских социал-демократов.
В июле-августе 1903 года в Брюсселе и Лондоне состоялся II съезд РСДРП, завершившийся расколом так называемых «искровцев» — социал-демократов, объединившихся на базе газеты «Искра», которых возглавляли Плеханов, Ленин, Юлий Мартов, Александр Потресов, Павел Аксельрод и Вера Засулич. Раскол привёл к появлению внутри РСДРП двух фракций: меньшевиков и большевиков. Раскол затронул и «Месаме-даси», большая часть членов которой (в их числе Ной Жордания, Исидор Рамишвили, Силибастро Джибладзе, Николай Чхеидзе, Ираклий Церетели) постепенно примкнула к меньшевикам. В то же время разделение грузинских социал-демократов на большевиков и меньшевиков затянулось из-за необходимости борьбы с популярными в Грузии национальными социалистическими и анархистскими движениями.

## Источник
- «Месаме-даси» — статья из Большой советской энциклопедии.
- М. Вачнадзе, В. Гурули, М. Бахтадзе. «История Грузии (с древнейших времён до наших дней)». Тбилиси. Исторический факультет Тбилисского государственного университета имени Иванэ Джавахишвили, Редакция газеты «Свободная Грузия» и издательство «Артануджи»